# Ormiscodes ribis
Ormiscodes ribis är en fjärilsart som beskrevs av Kirby. Ormiscodes ribis ingår i släktet Ormiscodes och familjen påfågelsspinnare. Inga underarter finns listade i Catalogue of Life.